# Hugo Capet
Hugo Capet (francosko Hugues Capet), kralj Frankov in začetnik rodbine Kapetingov, * ok. 940, † 24. oktober 996j. 
Bil je sin mogočnega vojvode Huga Velikega in njegove žene Hedvike Saške in od leta 987 kralj Frankov,. 
Bil je ustanovitelj in prvi kralj iz Kapetinške dinastije, ki je nasledila Karolinško dinastijo in njenega zadnjega kralja Ludvika V.  Kapetingi so vladali v Franciji skoraj devet stoletij: od leta 987 do 1328 po glavni veji in nato do leta 1848 prek kadetskih vej s prekinitvijo od leta 1792 do 1814 in na kratko leta 1815.

## Poreklo
Hugo je bil sin  frankovskega vojvode Huga Velikega in Hedvike Saške, hčerke nemškega kralja Henrika Ptičarja. Datuma njegovega rojstva ne navaja noben vir, vendar sodobni zgodovinarji njegovo rojstvo pogosto datirajo med leti 938 in 941.  Rojen je bil v dobro povezani in močni družini s številnimi vezmi v francoski in nemški kraljevi hiši. 
Po materi je bil nečak Otona I., cesarja Svetega rimskega cesarstva, bavarskega vojvode Henrika I., kölnskega nadškofa Bruna Velikega in francoske kraljice Gerberge Saške. Gerberga je bila žena francoskega kralja Ludvika IV. in mati predzadnjega karolinškega kralja Lotarja in Karla, vojvode Spodnje Lorene. 
Njegova družina po očetovi strani, Robertinci, je bila močna veleposestniška družina iz Île-de-France. Hugov stari oče je bil  kralj Robert I. Kralj Odo je bil njegov stari oče, Ema Francoska njegova teta, stara mati Beatrika Vermandoiška pa potomka Karla Velikega. 

## Vzpon Robertincev
Proti koncu 9. stoletja so potomci Roberta Močnega postali nepogrešljivi pri izvajanju kraljeve politike. Ko je karolinška oblast propadla, so veliki plemiči Zahodne Frankovske začeli trditi, da je monarhija volilna, ne dedna, in dvakrat izbrali Robertinca (Odo I. (888–898) in Robert I. (922–923)) za kralja namesto Karolingov. 
Roberta I., očeta Huga Velikega, je kot frankovski kralj nasledil njegov zet, Rudolf Burgundski. Ko je leta 936 Rudolf umrl, se je moral Hugo Veliki odločiti, ali naj zahteva prestol zase. Za pridobitev prestola bi moral tvegati volitve, na katerih bi se moral pomeriti z močnim Herbertom II., grofom Vermandoiškim, in Hugom Črnim, burgundskim vojvodom in bratom pokojnega kralja. Da bi blokiral svoje tekmece,  je Hugo Veliki pripeljal Ludvika d'Outremerja, izgnanega v Anglijo, ki bi vladal kot Ludvik IV.
Ta manever je Hugu omogočil, da je postal najmočnejša oseba v Franciji v prvi polovici 10. stoletja. Ko je Ludvik IV. prišel na oblast, je Hugu podelil naslov dux Francorum (vojvoda Frankov). Ludvik je, morda pod pritiskom, uradno razglasil Huga za "drugega za nami v vseh naših kraljestvih". Hugo je še okrepil svojo oblast po smrti Herberta II. Vermandoiškega leta 943, ker je bila Herbertova mogočna kneževina takrat razdeljena med njegove štiri sinove. 
Hugo Veliki je zavladal obsežnemu delu osrednje Francije, od Orléansa in Senlisa do Auxerreja in Sensa, medtem ko je bil kralj omejen na območje severovzhodno od Pariza (Compiègne, Laon, Soissons). 

## Francoska monarhija v 10. stoletju
Kraljestvo, v katerem je Hugo odraščal in kasneje vladal, je bilo malo podobno sodobni Franciji. Hugovi predhodniki se niso imenovali francoski kralji in tega naziva niso uporabljali niti njegovi nasledniki vse do Filipa II. (vladal 1180 – 1223). Kralji so vladali kot rex Francorum (kralj Frankov). Dežele, ki so jim vladali, so obsegale le majhen del nekdanjega Karolinškega cesarstva. Vzhodnim frankovskim deželam, Svetemu rimskemu cesarstvu, je vladala Otonska dinastija,  ki sta jo predstavljala Hugov prvi bratranec Oton II. in nato Otonov sin Oton III. Dežele južno od reke Loire so v letih po odstavitvi Karla Preprostega leta 922  večinoma prenehale biti del Zahodnofrankovskega kraljestva. Vojvodini Normandija in Burgundija sta bili večinoma neodvisni, Bretanja pa povsem neodvisna, čeprav od leta 956 sta Burgundiji vladala Hugova brata Oton in Henrik.

## Francija pod otonskim vplivom
Ko je leta 956  Hugo Veliki umrl, je bil Hugo Capet star približno petnajst let in imel dva mlajša brata. Oton I. Nemški je nameraval spraviti zahodno Frankovsko pod svojo oblast in je za Lotarjevega varuha in regenta frankovskega kraljestva imenoval svojega brata Bruna, kölnskega nadškofa in lorenskega vojvodo. Leta 956 je Brunu podelil tudi oblast nad robertinsko kneževino. Z mladoletnimi princi pod svojo oblastjo je Oton I. poskušal vzdrževati ravnotežje med Robertinci, Karolingi in Otoni. Leta 960 je Lotar privolil, da Hugu podeli svojo dediščino, mejno grofijo Nevstrijo in naslov frankovskega vojvode, v zameno pa je moral Hugo sprejeti neodvisnost, ki so jo pridobili nevstrski grofje med Hugovo mladoletnostjo. Hugov brat Oton je po poroki prejel vojvodino Burgundijo. 
Na zahodu je torej prevladoval Oton I., ki je leta 955 premagal Madžare in leta 962 prevzel obnovljeni cesarski naslov. Novi cesar je okrepil svojo oblast nad zahodno Frankovsko in bil zlasti pozoren na nekatere škofije na svoji meji. Razočarani kralj Lotar se je lahko zanesel samo na nekaj škofij (Langres, Chalons, Noyon) in na flandrijskega grofa Arnulfa I. 

## Hugo, vojvoda Frankov
Leta 956 je Hugo podedoval očetovo posest, kar ga je teoretično naredilo za enega najmočnejših plemičev v močno zmanjšanem  Zahodnofrankovskem kraljestvu. Ker še ni bil polnoleten, je kot njegova skrbnica delovala njegova mati. Stanje so izkoristili njegovi sosedje: Teobald I. Bloiški, nekdanji vazal Hugovega očeta, je zavzel grofiji Chartres in Châteaudun, na jugu pa je na račun Huga in Bretoncev očetov vazal Fulk II. Anžujski ustanovil svojo kneževino. 
Kraljeve listine iz 960. let kažejo, da plemiči niso bili zvesti samo frankovskemu vojvodi, kot v dneh Huga Velikega, ampak tudi kralju Lotarju, in ne nazadnje se je zdelo, da se je Hugov položaj drugega moža v kraljestvu zamajal.  
Z vzponom Otonske dinastije je oblast izgubil tudi Lotar. Po smrti cesarja Otona I. leta 973 je Lotar nameraval oživiti politiko svojega starega očeta in povrniti Loreno. Otonov sin in naslednik Oton II. je Lotarjevega brata in svojega bratranca Karla imenoval za vojvodo Spodnje Lotaringije, kar je razjezilo Lotarja in Huga, in Hugo je leta 978 podprl Lotarja v vojni proti Otonu II. 
Avgusta 978 je Lotar oropal Aachen, rezidenco Otona II., in prisilil njegovo družino v beg. Po petih dneh zasedbe Aachena se je Lotar vrnil v Francijo. Septembra 978 se je Oton II. maščeval za sramoto tako, da je s pomočjo Karla napadel Francijo. Na pohodu je naletel na šibek odpor in opustošil deželo okoli Rheimsa, Soissonsa in Laona. Za francoskega kralja je okronal Teodorika I., škofa Metza. Lotar je pobegnil v Pariz, kjer sta ga Oton II. in Karel oblegala. Bolezen med vojaki, ki jo je povzročila zima, in vojska Huga Capeta sta Otona II. in Karla prisilila, da sta 30. novembra prekinila obleganje in se vrnila v Nemčijo. Na poti domov je bila Otonova vojska zaradi poplave Aisne pri Soissonsu, popolnoma uničena. Po zapisih kronistov je "več (vojakov) umrlo od vala kot od meča". Zmaga je Hugu Capetu omogočila, da si je povrnil položaj prvega plemiča Frankovskega kraljestva. 

## Pomoč  nadškofa v Reimsu
Do konca 10. stoletja je bil Reims najpomembnejši francoski nadškofijski sedež. Nadškof je zase zahteval primat nad Galijo in privilegij za kronanje kraljev ter  vodenje kraljeve pisarne. Reimski nadškof je tradicionalno podpiral vladajočo družino in bil dolgo v središču kraljeve politike. V tistem času je bil v Reimsu nadškof  Adalberon, ki ga je leta 969 imenoval kralj Lotar,  vendar je bil družinsko povezan z Otoni. Nadškofov pomočnik je bil Gerbert iz Aurillaca, eden od najnaprednejših umov svojega časa, šolski učitelj in bodoči papež Silvester II.  Adalberon in Gerbert sta si prizadevala v Evropi obnoviti enoten in prevladujoč imperij. Kralj Lotar, takrat star 13 let, je bil pod skrbništvom svojega strica Otona I.,  ko je postal polnoleten pa se je osamosvojil, kar je porušilo njune načrte spraviti Evropo pod eno krono. Nadškof je zato svojo  podporo preusmerili od Lotarja k Hugu Capetu. 
Da bi Otoni naredili Francijo za vazalno državo svojega cesarstva, je bilo nujno, da frankovski kralj ni bil iz karolinške dinastije in ne dovolj močan, da bi zlomil otonsko skrbništvo. Hugo Capet je postal zanje idealen kandidat, še posebej, ker je aktivno podpiral reformo samostanov v opatijah, medtem ko so drugi kandidati še naprej delili cerkvene prihodke svojim privržencem.  

## Vladavina Ludvika V.
S podporo nadškofa Adalberona iz Reimsa je Hugo postal novi voditelj kraljestva. Leta 979 je Lotar za svojega naslednika predlagal svojega najstarejšega sina in Hugo Capet ga je podprl. Ustoličenje je s Hugovim blagoslovom potekalo v Compiègneju v prisotnosti kralja, nezakonskega kraljevega sina Arnulfa in nadškofa Adalberona. Novi frankovski kralj je vladal kot Ludvik V.
Naslednje leto se je Lotar zaradi rasti Hugove moči odločil pomiriti s cesarjem Otonom II., tako da se je odrekel Lotaringiji. Po smrti Otona II. leta 983 je izkoristil šibkost njegovega naslednika Otona III., sklenil  zavezništvo z bavarskim vojvodom in napadel Lotaringijo. Hugo je bil previden in se pohoda ni udeležil. Lotarjevi podvigi so propadli, ko je marca 986 umrl. 
Ludvik V. je po očetovi smrti izjavil, da bo pri svoji politiki upošteval nasvete frankovskega vojvode. Zdi se, da je novi kralj želel sprožiti ofenzivo proti Reimsu in Laonu zaradi njunega zbliževanja s cesarstvom. V Hugovem interesu bi bilo dobro omejiti kraljeve pretirane pretenzije, vendar iz neznanega vzroka tega ni storil. 22. maja 987 je Ludvik V. med lovom v gozdu Senlis v nesreči pri jahanju  umrl. 

## Hugova izvolitev za kralja
Maja 987 so kronisti, vključno z Richerjem in Gerbertom iz Aurillaca, zapisali, da je v Senlisu "umrla Karlova rasa", kar ni povsem res. Od Karolingov je bč še živ Karel, vojvoda Spodnje Lorene, Lotarjev brat in stric Ludvika V. in po materini strani prvi bratranec Huga Capeta. Boji za prestol med Karolingi so bilo pogosti, vendar so se časi do leta 987 spremenili. Hugo Capet je namreč deset let odkrito tekmoval s kraljem in podredil vse velike vazale.  
Hugo je bil okronan za kralja Frankov 1. junija v Noyonu in ponovno 3. julija 987 v Parizu. Takoj po kronanju se je začel zavzemati za kronanje svojega sina Roberta, kar je nadškof, pooblaščen za pravila dedovanja kraljestva, odgovoril, da v istem letu ne moreta biti kronana dva kralja. Hugo je trdil, da mora kraljestvo zaradi načrtovane vojne z Mavri in stabilnosti države zaradi njegove morebitne smrti  imeti dva kralja. Robert je bil kljub zapletom  in protestom Karla Lorenskega 25. decembra istega leta okronan kot Robert II.

## Širjenje oblasti
Vladavino Huga Capeta so zaznamovali številni boji za oblast z vazali na mejah ob Seni in Loari. Soglasna izvolitev za kralja mu je dala veliko moralno avtoriteto in vpliv, medtem ko je bila njegova vojaška moč  omejena in je moral poiskati pomoč pri Rihardu I. Normandijskemu.

## Zapuščina
Hugh Capet je umrl 24. oktobra 996. Pokopan je bil v baziliki Saint-Denis. Nasledil ga je sin Robert II. 
Večina zgodovinarjev meni, da je  kronanje Huga Capeta pomenilo začetek moderne Francije, ker se je center moči preselil v Pariz. 
HUgo Capet velja za ustanovitelja Kapetinške dinastije, ki je  Franciji vladala  od leta 987 do 1328. Za njo so v kraljestvu vladale kadetske veje dinastije. Kadetske veje še zdaj vladajo v Španiji in Luksemburgu. 
Vsi monarhi francoskega kraljestva do Huga Capeta in Filipa II. so nosili naziv "kralj Frankov".  Med vladavino Filipa II. se je v dokumentih  začel prvič  uporabljati naslov "francoski kralj", čaprav je bila uradni jezik še vedno latinščina. 

## Družina
Hugo Capet je bil poročen z Adelajdo, hčerko Viljema Towheada, grofa Poitouja. Zakonca sta imela tri otroke: 
- Gizelo, poročeno s Hugom I., grofom Ponthieuja,[19]
- Hedviko, poročeno z  Reginarjem IV., grofom Hainautskim,[19] in
- Roberta II., očetovega naslednika.[19]

Imel naj bi še več drugih hčera, vendar podatki niso zanesljivi.